# Gustaw Łasak
Gustaw Łasak (ur. 10 grudnia 1940 w Kobylanach, zm. 9 stycznia 2002 w Szczecinie) – pułkownik dyplomowany Wojska Polskiego.

## Życiorys
W latach 1960–1963 był podchorążym Oficerskiej Szkoły Wojsk Inżynieryjnych im. gen. Jakuba Jasińskiego we Wrocławiu. Po ukończeniu szkoły przez siedem lat pełnił służbę w 17 batalionu saperów w Szczecinie na stanowisku dowódcy plutonu saperów, a następnie starszego pomocnika szefa sztabu. W latach 1970–1973 był słuchaczem Akademii Sztabu Generalnego w Rembertowie.
W 1973, po ukończeniu studiów i otrzymaniu tytułu oficera dyplomowanego, został wyznaczony na stanowisko szefa sztabu 19 batalionu saperów w Unieściu. W 1975 objął stanowisko szefa saperów 12 Dywizji Zmechanizowanej w Szczecinie, na którym zdobył bogate doświadczenie w szkoleniu pododdziałów oraz w organizacji i wykonywaniu zadań zabezpieczenia inżynieryjnego na szczeblu taktycznym. Będąc szefem saperów dywizji czynił wiele zabiegów o rozbudowę bazy do szkolenia inżynieryjnego w jednostkach 12 Dywizji Zmechanizowanej. Predyspozycje do pracy sztabowej spowodowały wyznaczenie go w 1977 na szefa sztabu 5 Brygady Saperów w Szczecinie, gdzie w pełni je potwierdził. W międzyczasie pełnił służbę w Polskiej Wojskowej Jednostce Specjalnej Doraźnych Sił Zbrojnych Organizacji Narodów Zjednoczonych na Bliskim Wschodzie (II i V zmiana).
W 1981 rozpoczął studia podyplomowe w Akademii Sztabu Generalnego. W następnym roku został wyznaczony na stanowisko dowódcy 5 Brygady Saperów, na którym wykazał wiele troski o dobre wyszkolenie pododdziałów brygady, rozbudowę bazy szkoleniowej i zaplecza technicznego. Z powodzeniem kierował również realizacją zadań na rzecz gospodarki narodowej i wojska. W 1986 objął stanowisko zastępcy szefa Wojewódzkiego Sztabu Wojskowego w Szczecinie.
Oficer wytrwale zmierzający do wytkniętego celu, zaangażowany, opanowany, inteligentny, sympatyczny. Po zwolnieniu z wojska w 1998 pracował społecznie jako prezes koła Związku Byłych Żołnierzy Zawodowych
i Oficerów Rezerwy Wojska Polskiego przy Wojewódzkim Sztabie Wojskowym w Szczecinie, a wolny czas najchętniej spędzał na działce. Interesował się historią starożytną. Zmarł 9 stycznia 2002 w Szczecinie. Pochowany 14 stycznia 2002 na cmentarzu Centralnym w Szczecinie.

## Awanse
- podporucznik – 1963
- podpułkownik - 1977
- pułkownik – 1983

## Ordery i odznaczenia
- Krzyż Kawalerski Orderu Odrodzenia Polski – 12 października 1984
- Srebrny Krzyż Zasługi
- Złoty Medal „Za zasługi dla obronności kraju” – 12 października 1983
- Srebrny Medal „Za zasługi dla obronności kraju”
- Brązowy Medal „Za zasługi dla obronności kraju”
- Złoty Medal „Siły Zbrojne w Służbie Ojczyzny” – 12 października 1983
- Srebrny Medal „Siły Zbrojne w Służbie Ojczyzny”
- Brązowy Medal „Siły Zbrojne w Służbie Ojczyzny”
- Medal ONZ „Służbie Pokoju”